# Anaxipha tripuraensis
Anaxipha tripuraensis is een rechtvleugelig insect uit de familie krekels (Gryllidae). De wetenschappelijke naam van deze soort is voor het eerst geldig gepubliceerd in 1990 door Shishodia & Tandon.